# Ennis Rakestraw Jr.
Ennis Rakestraw Jr. (Dallas, 5 giugno 2002) è un giocatore di football americano statunitense che milita nel ruolo di cornerback per i Detroit Lions della National Football League (NFL).

## Carriera universitaria
Nella sua prima stagione a Missouri nel 2020, Rakestraw disputò tutte le 10 partite come titolare, mettendo a segno 24 tackle e un sack. L’anno seguente dispute 4 partite prima di rompersi il legamento crociato anteriore. Di ritorno dall’infortunio disputò tutte le 13 gare come titolare nel 2022, chiudendo con 35 tackle e un intercetto. Nel 2023 mise a segno 35 tackle, 4 passaggi deviate e un fumble forzato in nove partite. A fine anno decise di passare tra i professionisti.

## Carriera professionistica

### Detroit Lions
Rakestraw fu scelto nel corso del secondo giro (61º assoluto) del Draft NFL 2024 dai Detroit Lions. Debuttò come professionista subentrando nella gara del primo turno contro i Los Angeles Rams mettendo a segno un placcaggio. La sua prima stagione terminò con 6 tackle in 8 presenze, nessuna delle quali come titolare.